# IEO Migdia-Pirineus
L'Institut d'Estudis Occitans de Migdia-Pirineus (Institut d'Estudis Occitans de Mieidia-Pirineus, en gascó) és una associació segons la llei de 1901. És una de les seccions regionals de l'Institut d'Estudis Occitans, presidida per Miquèl Tayac i amb seu a Tolosa, a l'Ostal d'Occitània.